# Blandouet
Blandouet era una comuna francesa situada en el departamento de Mayenne, de la región de Países del Loira, que el uno de enero de 2017 pasó a ser una comuna delegada de la comuna nueva de Blandouet-Saint-Jean al fusionarse con la comuna de Saint-Jean-sur-Erve.

## Demografía
| Gráfica de evolución demográfica de Blandouet entre 1800 y 2014 |
|                                                                 |

Los datos demográficos contemplados en este gráfico de la comuna de Blandouet se han cogido de 1800 a 1999 de la página francesa EHESS/Cassini, y los demás datos de la página del INSEE.